# Oaks de trot suédois
Les Oaks de trot suédois, Svenskt Trav-Oaks en suédois, sont une course hippique de trot attelé se déroulant au mois de septembre sur l'hippodrome de Solvalla, en Suède.
C'est une course de Groupe I réservée aux pouliches de 3 ans.
Elle se court sur la distance de 2 140 mètres, départ à l'autostart. L'allocation pour l'année 2024 est d'environ 264 225 € (3 000 000 SEK, dont 1 500 000 pour le vainqueur).

## Palmarès depuis 1996
| Année | Vainqueur        | Père              | Driver            | Réd.km |
| ----- | ---------------- | ----------------- | ----------------- | ------ |
| 2024  | Vivillion        | Propulsion        | Daniel Wäjersten  | 1'11"7 |
| 2023  | Adriatica        | Bold Eagle        | Magnus-A. Djuse   | 1'12"5 |
| 2022  | Bonneville WI    | SJ's Caviar       | Ulf Ohlsson       | 1'11"9 |
| 2021  | Lara Boko        | Djali Boko        | Mika Forss        | 1'12"1 |
| 2020  | Eagle Eye Sherry | Bold Eagle        | Stefan Persson    | 1'13"1 |
| 2019  | Diana Zet        | Hard Livin        | Örjan Kihlström   | 1'13"5 |
| 2018  | Conrads Rödluva  | SJ's Caviar       | Örjan Kihlström   | 1'11"9 |
| 2017  | Candy La Marc    | Scarlet Knight    | Erik Adielsson    | 1'12"6 |
| 2016  | Darling Mearas   | Cantab Hall       | Stefan Persson    | 1'12"5 |
| 2015  | Spoil Me         | Going Kronos      | Kenneth Haugstad  | 1'11"5 |
| 2014  | Face'Em          | Offshore Dream    | Peter G Norman    | 1'13"8 |
| 2013  | D'One            | Donato Hanover    | Örjan Kihlström   | 1'13"6 |
| 2012  | Fascination      | Super Arnie       | Johnny Takter     | 1'13"7 |
| 2011  | Vincennes        | Spotlite Lobell   | Akseli Lahtinen   | 1'13"9 |
| 2010  | Tamla Celeber    | Cantab Hall       | Örjan Kihlström   | 1'14"  |
| 2009  | Pebbly           | Muscles Yankee    | Björn Goop        | 1'14"8 |
| 2008  | Annicka          | Spotlite Lobell   | Jörgen Westholm   | 1'13"9 |
| 2007  | Sissel Godiva    | Zerberus          | Johnny Takter     | 1'15"4 |
| 2006  | Early Southwind  | Super Arnie       | Björn Goop        | 1'14"4 |
| 2005  | Electra Skift    | Keepitinthefamily | Erik Adielsson    | 1'14"3 |
| 2004  | Alexia Ås        | Conway Hall       | Örjan Kihlström   | 1'14"3 |
| 2003  | Giant Diablo     | Supergill         | Örjan Kihlström   | 1'15"4 |
| 2002  | Je T'aime Dream  | Sugarcane Hanover | Stig H. Johansson | 1'15"3 |
| 2001  | Pine Dust        | Pine Chip         | Örjan Kihlström   | 1'15"1 |
| 2000  | Johannita        | Zoot Suit         | Jim Frick         | 1'14"8 |
| 1999  | Kimbee San       | Texas             | Jim Frick         | 1'15"5 |
| 1998  | Pine Princess    | Napoletano        | Örjan Kihlström   | 1'15"5 |
| 1997  | Simb Capi        | Probe             | Per Lennartsson   | 1'16"2 |
| 1996  | Hannah Newmen    | Nick Lobell       | Jorma Kontio      | 1'15"3 |